# Sarcopteryx reticulata
Sarcopteryx reticulata är en kinesträdsväxtart som beskrevs av Sally T. Reynolds. Sarcopteryx reticulata ingår i släktet Sarcopteryx och familjen kinesträdsväxter. Inga underarter finns listade i Catalogue of Life.